# Konstantin Badigin
Konstantin Sergejevič Badigin (rusky Константин Сергеевич Бадигин) (30. listopadu 1910, Penza – 17. března 1984, Moskva) byl ruský sovětský spisovatel a kapitán dálné plavby.

## Život

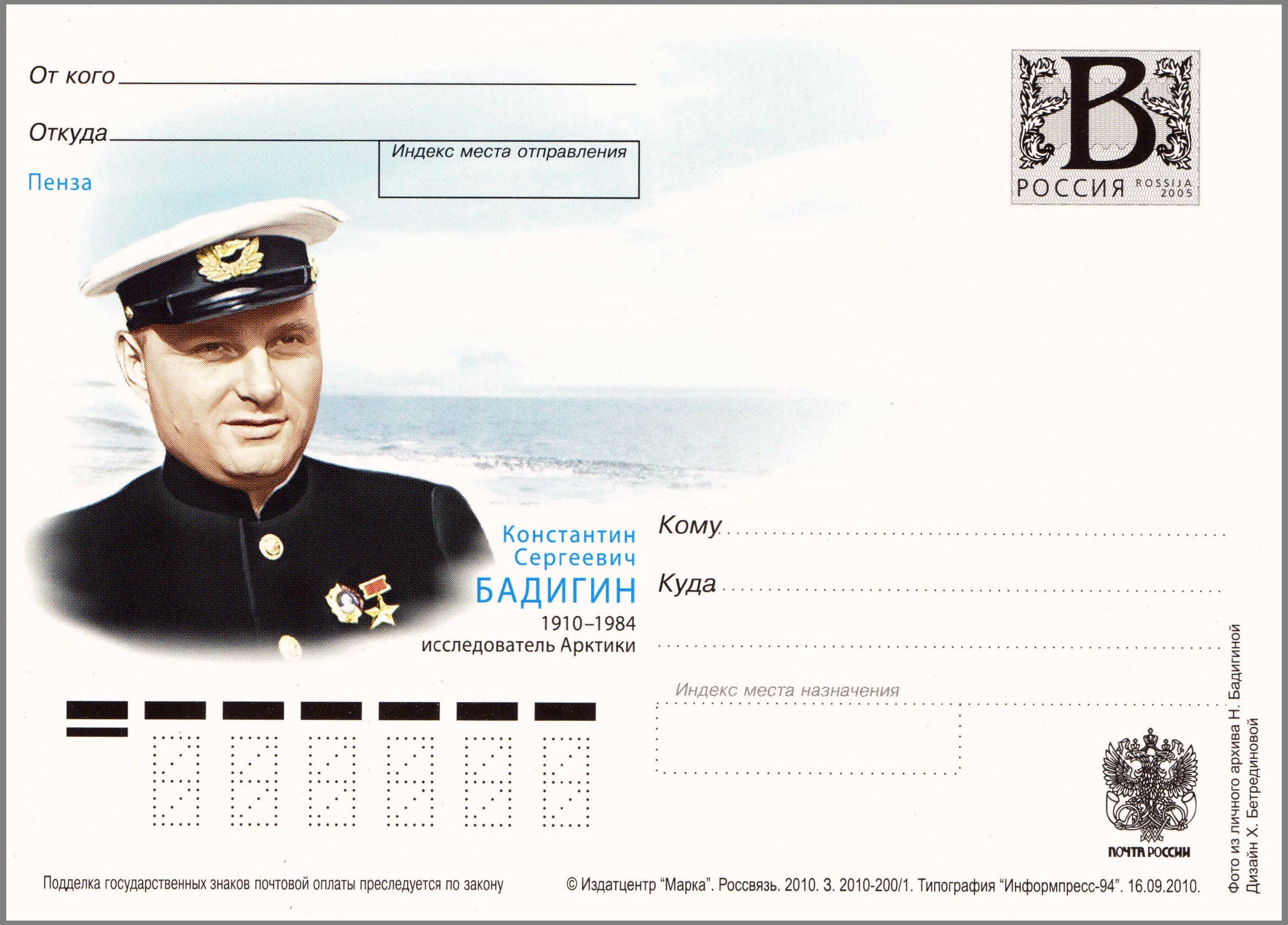
Badigin na ruském korespondenčním lístku z roku 2012.

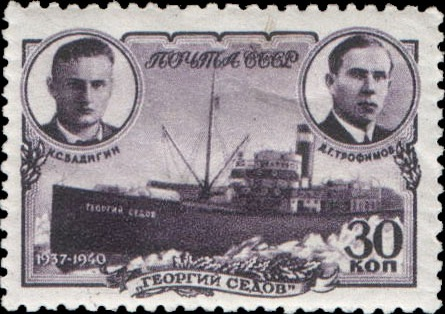
Badigin (vlevo) na sovětské poštovní známce z roku 1940.

Svou námořní kariéru začal Badigin roku 1928 jako námořník na Dálném východě. Roku 1932 se po vystudování námořní vysoké školy ve Vladivostoku stal navigátorem a důstojníkem Sovětského námořnictva. Jako kapitán řídil roku 1938 výpravu ledoborce Sedov do Arktidy. Po uvěznění v ledu byl ledoborec změněn na driftující vědeckou polární stanici. Uvolněn byl až po 812 dnech v lednu roku 1940 v oblasti mezi Grónskem a Špicberky. Po svém návratu do vlasti byl 3. února 1940 Badigin vyznamenán Řádem rudé hvězdy a obdržel titul Hrdina Sovětského svazu.
 V průběhu Velké vlastenecké války byl Badigin v letech 1941 až 1943 velitelem sovětských ledoborců v Bílém moři a v letech 1943 až 1945 kapitánem motorové lodi v Tichém oceánu, která se plavila mezi Seattlem a Vladivostokem.
Po skončení války Badigin odešel do výslužby a věnoval se studiu a literatuře. Vystudoval Moskevský pedagogický institut, pak absolvoval aspiranturu na Lomonosovově univerzitě, roku 1953 zakončil studium obhajobou disertační práce a získal titul kandidáta věd v oboru geografie.
Jako autor debutoval Badigin ve 40. letech 20. století črtami o průzkumnících Arktidy. Poté napsal několik autobiografických knih a historických románů týkajících se mořeplavby. Roku 1973 se stal předsedou Komise pro námořní uměleckou literaturu Svazu spisovatelů Sovětského svazu.

## Dílo
- На корабле Георгий Седов через Ледовитый океан (1941, Na lodi Sedov Ledovým oceánem), česky jako Hrdinové severní plavby, příběh driftu ledoborce Sedov, který vypráví kapitán lodi své dcerce.
- Три зимовки во льдах Арктики (1950, Tři roky v Arktidě), Badiginovy zápisky z driftu ledoborce Sedov, podrobný chronologický výklad všech událostí.
- Разгадка тайны Земли Андреева (1953, Vyřešení záhady Andrejevovy země), odborná práce.
- Путь на Грумант (1953, Trosečníci na Grumantu), román zachycující robinzonádu plavců z 18. století.
- По студёным морям (1956, Po ledových mořích), historická odborná práce.
- Покорители студеных морей (1957, Dobyvatelé ledových moří), dobrodružný historický román z Velkého Novgorodu na sklonku středověku.
- Чужие паруса (1959, Cizí plachty), román.
- На затонувшем корабле (1964, Na potopené lodi), román.
- Секрет государственной важности (1966, Státní tajemství), česky jako Plavba na Modrém tuleni, román z doby bojů proti bělogvardějcům v okolí Vladivostoku a v Poamuří.
- Кольцо великого магистра (1969, Prsten velkého magistra), román.
- Корсары Ивана Грозного (1973, Korzáři Ivana Hrozného), román.
- Кораблекрушение у острова Надежды (1978, Ztroskotání u ostrova Naděje), román.
- На морских дорогах (1978, Na mořských cestách), paměti.
- Ключи от заколдованного замка (1980, Klíč od zakletého zámku), román.

## Filmové adaptace
- Море студёное (1965, Studené moře), sovětský film podle románu Путь на Грумант, režie Jurij Jegorov.

## Česká vydání
- Tři roky v Arktidě, Svět sovětů, Praha 1953, přeložili Ota Klein a Robert Miller, znovu 1954 a 1956.
- Hrdinové severní plavby, SNDK, Praha 1953, přeložila Karla Kubátová.
- Dobyvatelé ledových moří, SNDK, Praha 1962, přeložil Adolf Felix, znovu 1968 a znovu Albatros, Praha 1988.
- Trosečníci na Grumatu, Svět sovětů, Praha 1967, přeložil Hana Vrbová, obsahuje romány Trosečníci na Grumatu a Cizí plachty.
- Plavba na Modrém tuleni, Práce, Praha 1979, přeložil Jiří Barbaš.